# Альберта (плато)
Альбе́рта (англ. Alberta Plateau) — горное плато в Канаде, вдоль восточного края Скалистых гор. Сложено мезозойскими осадочными породами (песчаники, глинистые сланцы, доломиты), перекрытыми ледниковыми отложениями.
Высота плато колеблется от 800 м на северо-востоке до 1000—1200 м на юго-западе, на юге выделяются изолированные горные массивы высотой до 1450 м. Поверхность плато волниста, расчленена глубокими долинами рек Норт-Саскачеван и Саут-Саскачеван. В ландшафте преобладают сухие степи, которые на севере и востоке переходят в лесостепи. В недрах имеются месторождения нефти, природного газа и бурого угля.